# خوسيه لويس غارسيا (لاعب كرة قدم)
خوسيه لويس غارسيا (بالإسبانية: José Luis García)‏ هو لاعب كرة قدم مكسيكي، ولد في 18 يناير 1924 في مدينة فيراكروز في المكسيك، وتوفي في 14 أكتوبر 2015. لعب مع Diablos Rojos del México ‏.